# Wilson Tadeu Jönck
Wilson Tadeu Jönck, SCJ (Vidal Ramos, 10 de julho de 1951) é um arcebispo católico, arcebispo da Arquidiocese de Florianópolis.

## Formação
De ascendência alemã, Dom Wilson nasceu na cidade de Vidal Ramos, no estado de Santa Catarina. Fez seus estudos secundários no Seminário Menor São José em Rio Negrinho nos anos de 1963 e 1964 e depois na cidade de Corupá. Cursou Filosofia e Teologia nos conventos Sagrado Coração de Jesus, respectivamente, em Brusque e Taubaté. Foi ordenado sacerdote em 17 de dezembro de 1977 pela Congregação dos Sacerdotes do Sagrado Coração de Jesus. Em Roma, na Pontifícia Universidade Gregoriana, fez os estudos de Psicologia.

## Episcopado

### Arquidiocese do Rio de Janeiro
Eleito bispo pelo Papa João Paulo II em 11 de junho de 2003, com a sede titular de Gemellae in Byzacena e auxiliar do Rio de Janeiro, recebeu a ordenação episcopal no dia 16 de agosto de 2003 das mãos de Dom Eusébio Oscar Scheid, sendo concelebrantes Dom Orlando Brandes e Dom Tito Buss.
Durante o seu episcopado na Arquidiocese de São Sebastião do Rio de Janeiro exerceu as funções de Animador do Vicariato Episcopal Suburbano, dos Institutos de Vida Religiosa e Sociedades de Vida Apostólica, das Missões, da Pastoral Vocacional do Seminário São José e do Seminário Rainha dos Apóstolos. Também era responsável pela Pastoral Presbiteral, das Novas Comunidades, da Associação de Psicólogos Católicos e Coordenador da Pastoral Vocacional no Regional Leste 1 da CNBB.

### Diocese de Tubarão
No dia 26 de maio de 2010 foi nomeado pelo Papa Bento XVI para bispo da Diocese de Tubarão e foi empossado no dia 18 de julho desse mesmo ano. Durante a 49ª Assembleia dos Bispos do Brasil em Aparecida do Norte, em 10 de maio de 2011, foi eleito presidente do Regional Sul-4 da CNBB.

### Arquidiocese de Florianópolis
No dia 28 de setembro de 2011 o Papa Bento XVI o nomeou arcebispo de Florianópolis. Tomou posse no dia 15 de novembro de 2011 e recebeu o pálio das mãos do Papa Bento XVI no dia 29 de junho do ano seguinte.

## Ordenações episcopais
Dom Wilson foi ordenante principal da ordenação episcopal de:
- Dom João Francisco Salm (2012)

Dom Wilson foi concelebrante da ordenação episcopal de: 
- Dom José Negri, PIME (2006)